# Шарле, Дельфин
Дельфи́н Шарле́ (фр. Delphine Charlet) — французская кёрлингистка.
В составе женской сборной Франции участник четырёх чемпионатов Европы (лучший результат — тринадцатое место в 2007). В составе смешанной парной сборной Франции участник двух чемпионатов мира (лучший результат — тринадцатое место в 2014).
В классическом кёрлинге играет на позициях второго и третьего.

## Команды
| Сезон                                               | Четвёртый        | Третий           | Второй               | Первый              | Запасной                                 | Турниры              |
| --------------------------------------------------- | ---------------- | ---------------- | -------------------- | ------------------- | ---------------------------------------- | -------------------- |
| 2001—02                                             | Julie Berthet    | Дельфин Шарле    | Caroline Saint-Cricq | Alexandra Seimbille |                                          | ЧМЮ-Б 2002 (6 место) |
| 2005—06                                             | Сандрин Моран    | Катрин Лефевр    | Caroline Saint-Cricq | Дельфин Шарле       | Жослин Ко-Ланри тренер: Alain Contat     | ЧЕ 2005 (15 место)   |
| 2006—07                                             | Сандрин Моран    | Karine Baechelen | Дельфин Шарле        | Alexandra Seimbille | Brigitte Mathieu                         | ЧЕ 2006 (15 место)   |
| 2007—08                                             | Сандрин Моран    | Karine Baechelen | Дельфин Шарле        | Brigitte Mathieu    | Alexandra Seimbille тренер: Жюльен Шарле | ЧЕ 2007 (13 место)   |
| 2008—09                                             | Karine Baechelen | Дельфин Шарле    | Brigitte Mathieu     | Alexandra Seimbille |                                          | [ 2 ]                |
| 2008—09                                             | Сандрин Моран    | Дельфин Шарле    | Brigitte Mathieu     | Alexandra Seimbille | Полин Жаннере тренер: Жюльен Шарле       | ЧЕ 2008 (20 место)   |
| Кёрлинг среди смешанных пар (mixed doubles curling) |                  |                  |                      |                     |                                          |                      |
| 2011—12                                             | Дельфин Шарле    | Тони Анжибу      |                      |                     |                                          | ЧМСП 2012 (23 место) |
| 2013—14                                             | Дельфин Шарле    | Тони Анжибу      |                      |                     | тренер: Fabien Veydarier                 | ЧМСП 2014 (13 место) |

(скипы выделены полужирным шрифтом)